# Kateřina Herbertová, hraběnka z Pembroke
Kateřina Herbertová, hraběnka z Pembroke, rozená Jekatěrina Semjonovna Voroncovová (24. října 1784, Petrohrad – 27. března 1856) byla ruská šlechtična, která se provdala za hraběte z Pembroke.
Kateřina se narodila v Petrohradě. Byla dcerou hraběte Semjona Voroncova, který působil jako velvyslanec v Británii od roku 1785. Byla jedinou sestrou Michaila Voroncova, vicekrále Nového Ruska a Kavkazu. Byla také neteří Jekatěriny Daškovové, blízké přítelkyně carevny Kateřiny II. Veliké.
V roce 1808 byla provdána za generála George Herberta, 11. hraběte z Pembroke. Jako jeho druhá manželka se stala hraběnkou z Pembroke. Žila s ním na panství ve Wiltshire.
Některé zdroje o ní mluví jako o hudebnici a lingvistce. Dostávala dopisy hned v několika jazycích od různých evropských politiků.

## Potomstvo
| Jméno                                | Narození       | Úmrtí          | Poznámky |
| ------------------------------------ | -------------- | -------------- | --- |
| Lady Elizabeth Herbert               | 1809           | 1858           | Provdaná za Richarda Meade, 3. hraběte z Clanwilliamu                                                                                                   |
| Sidney Herbert                       | 16. září 1810  | 2. srpna 1861  | Oženil se s Mary Elizabeth Ashe à Court-Repington. V roce 1861 se stal baronem Herbertem z Lea . Jeho synové postupně zdědili titul hraběte z Pembroke. |
| Lady Mary Herbertová                 | 1813           | 1892           | Provdala se za George Brudenella-Bruce, 2. markýze z Ailesbury                                                                                          |
| Catherine Murray, hraběnka z Dunmore | 31. října 1814 | 12. února 1886 | Provdala se za Alexandra Murraye, 6. hraběte z Dunmore, měla potomstvo.                                                                                 |
| Lady Georgiana Herbertová            | 1817           | 1841           | Provdala se za Henryho Petty-Fitzmaurice, 4. markýze z Lansdowne                                                                                        |
| Lady Emma                            | 1819           | 1884           | Provdala se za Thomase Veseye, 3. vikomta de Vesci |